# Јерменија на Светском првенству у атлетици у дворани 2016.
Јерменија је учествовала на 16. Светском првенству у атлетици у дворани 2016. одржаном у Портланду од 17. до 20. марта тринаести пут. Репрезентацију Јерменије представљала је 1 атлетичарка, који се такмичила у трци 400 метара.,

На овом првенству Јерменија није освојила ниједну медаљу. Није било нових националних, личних и рекорда сезоне.

## Учесници
Жене:
- Амалија Саројан — 400 м

## Резултати

### Жене
| Атлетичарка     | Дисциплина | Лични рекорд | Квалификација | Квалификација | Полуфинале            | Полуфинале            | Финале                | Финале       | Детаљи |
| Атлетичарка     | Дисциплина | Лични рекорд | Резултат      | Место         | Резултат              | Место                 | Резултат              | Место        | Детаљи |
| --------------- | ---------- | ------------ | ------------- | ------------- | --------------------- | --------------------- | --------------------- | ------------ | ------ |
| Амалија Саројан | 400 м      | 54,24 НР     | 55,13         | 5. у гр. 1    | Није се квалификовала | Није се квалификовала | Није се квалификовала | 14 / 16 (19) |        |